# Reformierte Kirche Richterswil

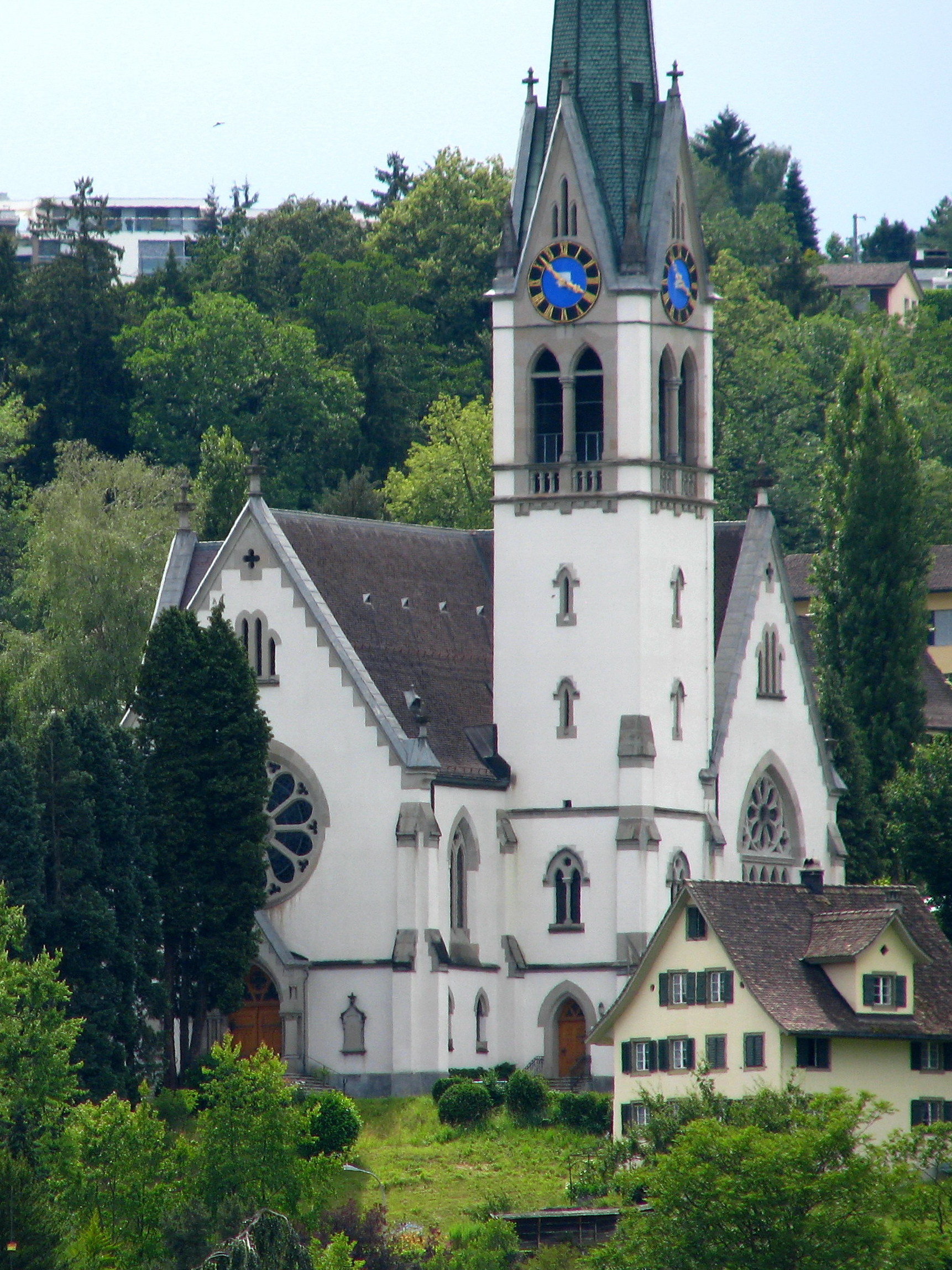
Ansicht von Osten

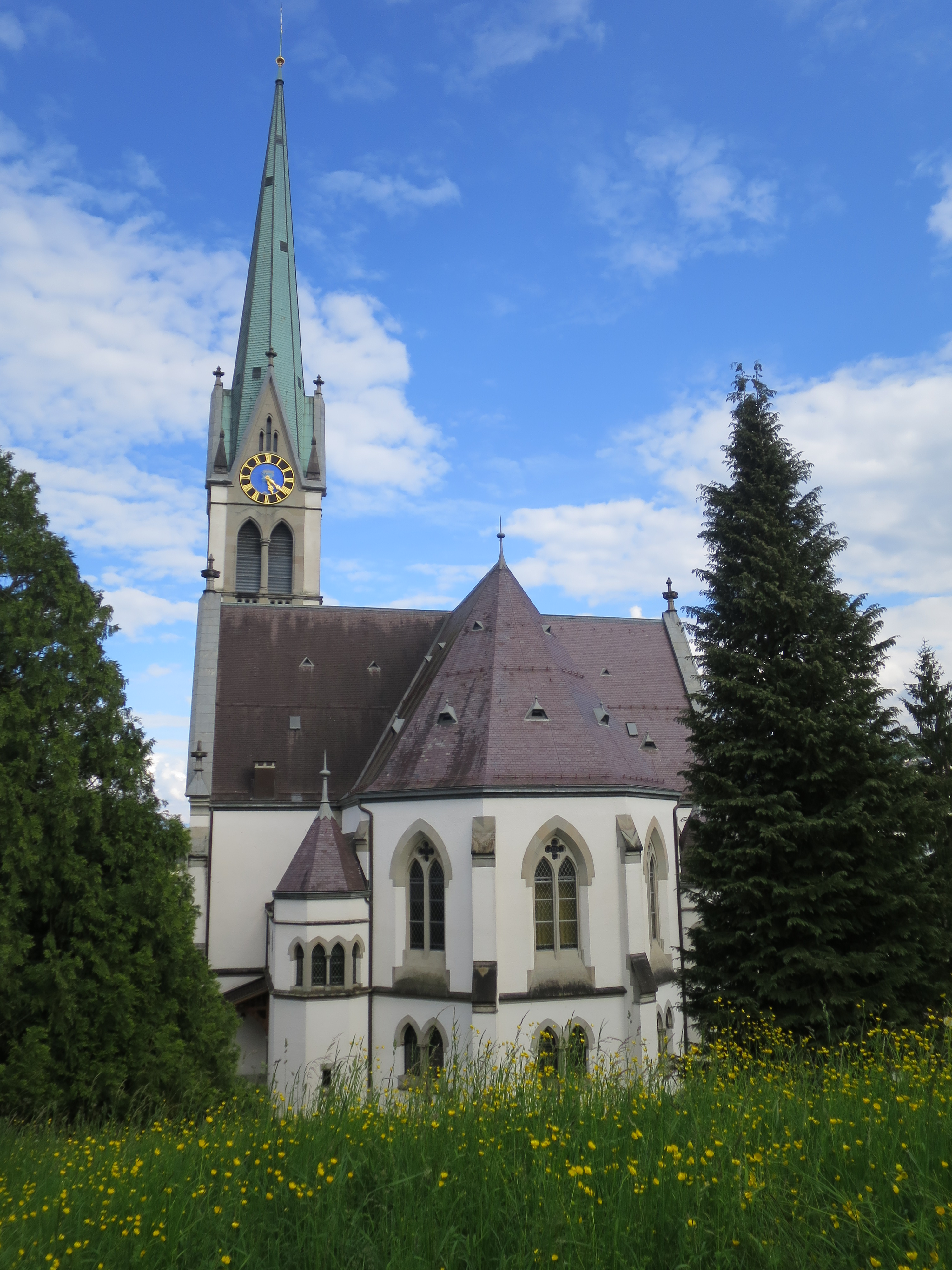
Ansicht von Nordwesten

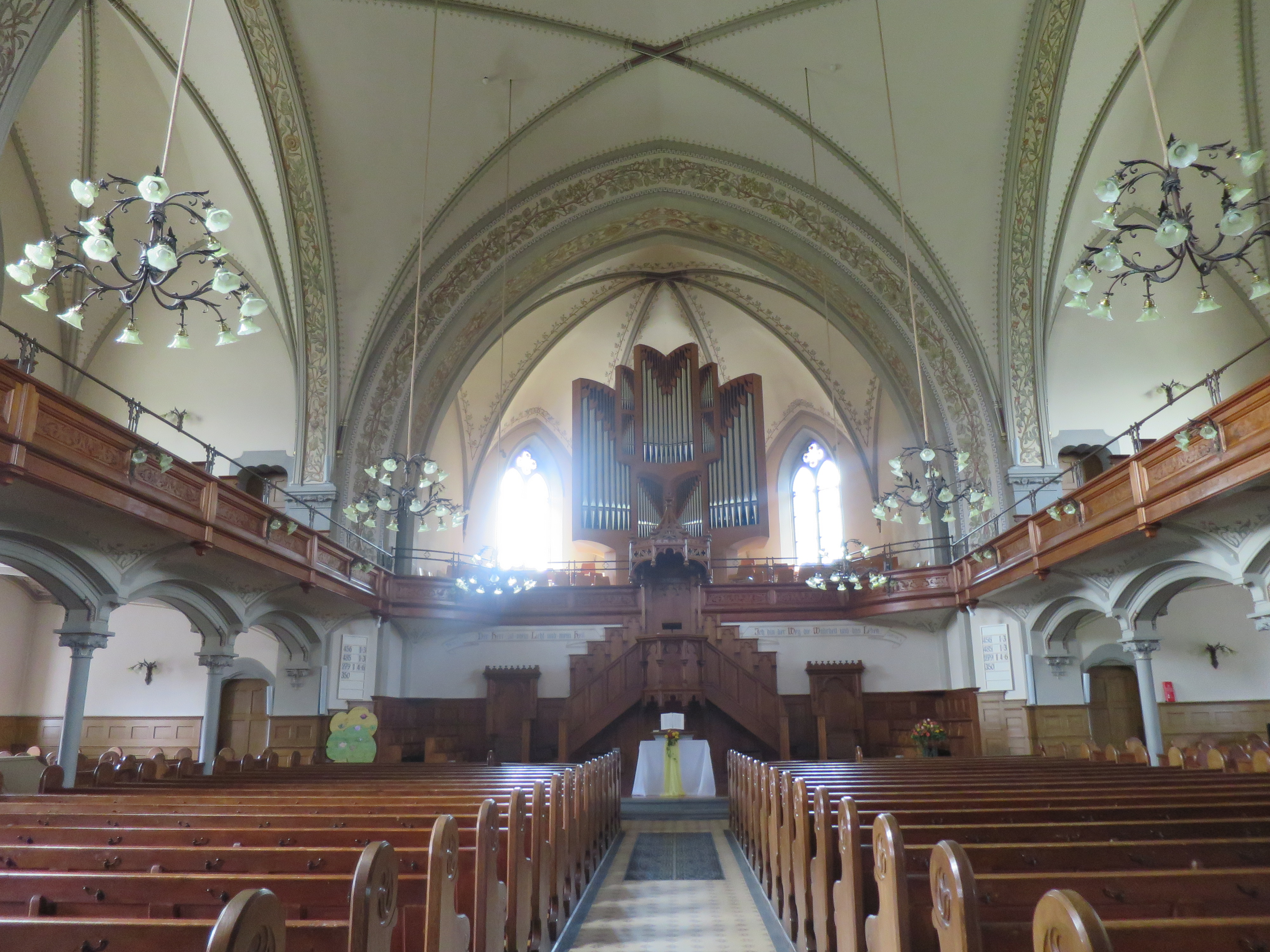
Innenraum mit Orgel

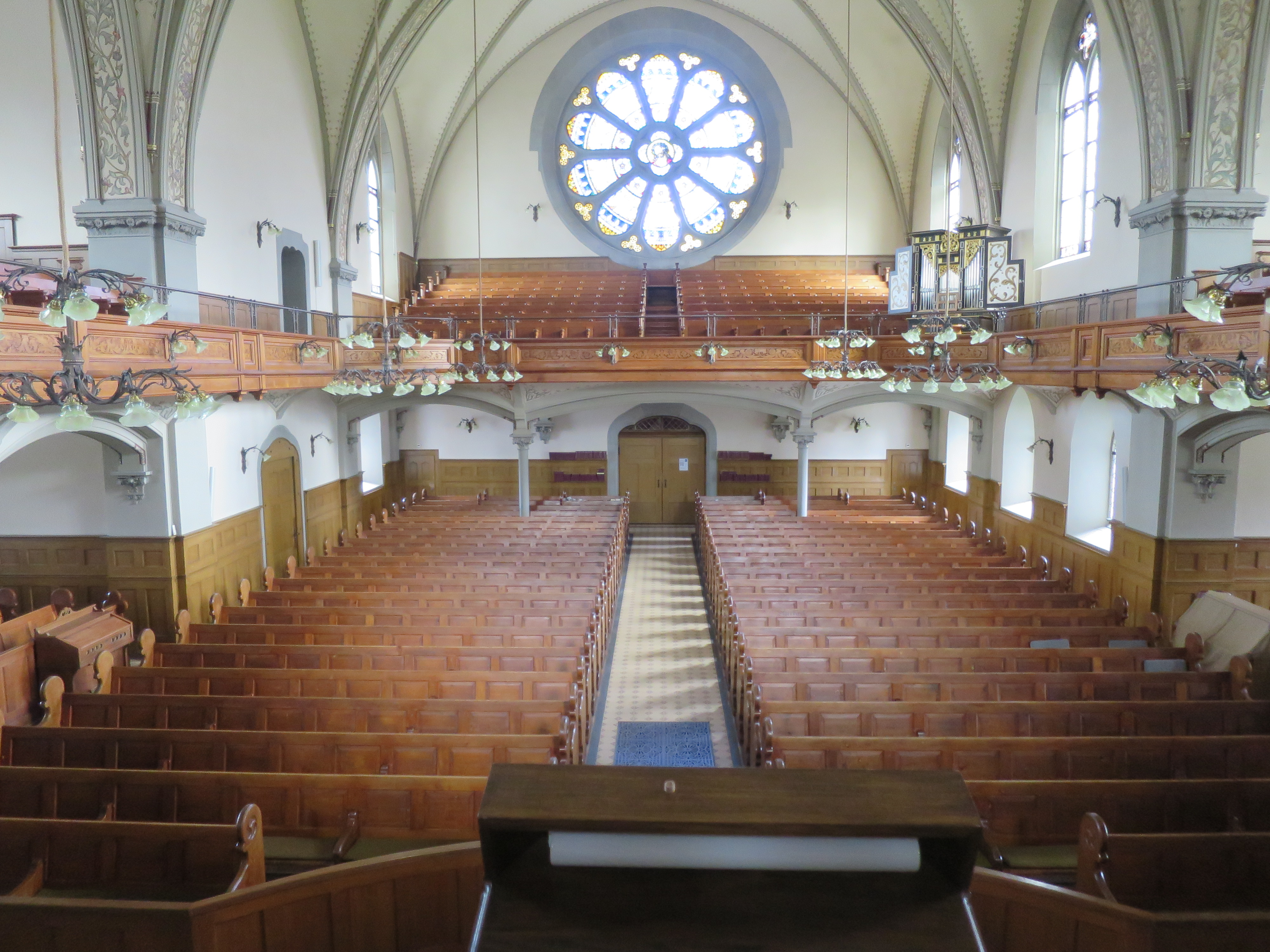
Blick von der Kanzel

Die reformierte Kirche Richterswil ist eine neugotische Dorfkirche im Kanton Zürich.

## Geschichte
Eine erste, St. Martin geweihte Kirche in Richterswil wurde 1265 erstmals erwähnt. Der Vorgängerbau der heutigen Kirche ist auf zahlreichen Veduten zu sehen. Von 1902 bis 1905 wurde auf einer Anhöhe über dem Dorf das heutige Gebäude von Jaques Kehrer errichtet.

## Äusseres
Die Kirche verfügt über einen für den reformierten Kirchenbau des Historismus um diese Zeit typischen Grundriss eines Griechischen Kreuzes, wie er im Wiesbadener Programm vorgesehen war. In der Hauptfassade und in den Seitenarmen der Kirche befinden sich grosse Masswerkfenster. Strebepfeiler und Kreuzblumen verstärken den gotisierenden Eindruck des Gebäudes. Der 75 Meter hohe Turm mit Spitzturmhelm und Wimpergen für die Zifferblätter entspricht einem am Zürichsee beliebten Schema. Der polygonale Chor wird von zwei Treppenhäusern für die Emporenzugänge flankiert.

## Innenraum
Eine umlaufende Empore füllt alle vier Kreuzarme aus. Die reich geschnitzte Kanzel im neugotischen Stil und das Gestühl der Kirche besteht aus dunklem Holz. Die Wände und Emporenbrüstungen sind mit aufgemalten Pflanzenranken verziert. Die grossen Rosettenfenster enthalten neben ornamentalen Glasmalereien auch Bilder von Christus (Südosten) und den Reformatoren Huldrych Zwingli (Nordosten) und Martin Luther (Südwesten).

## Orgel
Im zum Chor erweiterten südöstlichen Kreuzarm befindet sich die durch Orgelbau Kuhn AG 1971 erstellte Hauptorgel. Das Instrument hat 42 Register auf drei Manualen und Pedal. Seine Disposition lautet:
| I Brustwerk C–g3 |       |
| Holzgedackt      | 8′    |
| Quintatön        | 8′    |
| Principal        | 4′    |
| Rohrflöte        | 4′    |
| Octave           | 2′    |
| Quinte           | 1 ⁄3′ |
| Scharf IV        | 1′    |
| Krummhorn        | 8′    |
| Tremulant        |       |

| II Hauptwerk C–g3 |        |
| Pommer            | 16′    |
| Principal         | 8′     |
| Rohrflöte         | 8′     |
| Octave            | 4′     |
| Hohlflöte         | 4′     |
| Quinte            | 2 ⁄3′  |
| Octave            | 2′     |
| Terz              | 1 3⁄5′ |
| Mixtur V          | 1 ⁄3′  |
| Zinke             | 8′     |

| III Schwellwerk C–g3 |        |
| Stillgedackt         | 16′    |
| Principal            | 8′     |
| Gedackt              | 8′     |
| Gambe 8              | 8′     |
| Schwebung            | 8′     |
| Octave               | 4′     |
| Koppelflöte          | 4′     |
| Nazard               | 2 ⁄3′  |
| Nachthorn            | 2′     |
| Terz                 | 1 3⁄5′ |
| Plein jeu V          | 2′     |
| Basson               | 16′    |
| Trompette            | 8′     |
| Hautbois             | 8′     |
| Tremulant            |        |

| Pedalwerk C–f1 |       |
| Principal      | 16′   |
| Subbass        | 16′   |
| Octavbass      | 8′    |
| Spitzflöte     | 8′    |
| Octave         | 4′    |
| Spillpfeife    | 4′    |
| Mixtur IV      | 2 ⁄3′ |
| Posaune        | 16′   |
| Trompete       | 8′    |
| Klarine        | 4′    |

- Koppeln: I/II, III/II, I/P, II/P, III/P
- Generalrevision 2018 Orgelbau Goll AG Luzern. Setzersystem dual (Verwendung des alten Setzers mit 6 Kombinationen oder alternativ neues BUS-Setzersystem mit 5000 Kombinationen: 1 freie Ebene und 4 durch Code abgesicherte Bereiche)

Zwei weitere Orgeln (ein Positiv nach Matthäus Abbrederis 1717 sowie eine Truhenorgel von Ferdinand Stemmer) stehen in den Räumlichkeiten ebenfalls zur Verfügung.